# دارك (فلم)
دارك (بالإنجليزية: Darc) هو فيلم إثارة أمريكي صدر عام 2018 من بطولة توني شينا، أرماند أسانتي، كيبى شينا وتيتسو.

## طاقم التمثيل
- توني شينا في دور دارك
- أرماند أسانتي في دور لافيك
- كيبى شينا وتيتسو بدور توشي كاجياما
- تيتسو واتانابي بدور جينزو كاجياما

## وصلات خارجية
- مقالات تستعمل روابط فنية بلا صلة مع ويكي بيانات